# Теракт в Петербургском метрополитене (2017)
Теракт в Петербургском метрополитене произошёл 3 апреля 2017 года в понедельник в 14:33 по московскому времени в тоннеле между станциями «Сенная площадь» и «Технологический институт».
По версии Следственного комитета РФ, взрыв осуществил террорист-смертник Акбаржон Джалилов, гражданин России с 2011 года, узбек по национальности и уроженец Кыргызстана. По обвинению в подготовке теракта задержали 11 человек. Никто из обвиняемых не признал вину.
В теракте пострадали 103 человека, 16 из них погибли (в их числе исполнитель теракта). В ряде публикаций говорилось о 108 пострадавших.
В декабре 2019 года 11 человек, по мнению следствия, причастных к организации теракта, были осуждены на сроки от 19 лет лишения свободы до пожизненного заключения. Подозреваемые говорили о невиновности и сообщали о пытках и нахождении в секретной тюрьме ФСБ.
8 сентября 2022 года главный заказчик теракта Сирожиддин Мухтаров был ликвидирован Минобороны РФ в ходе группового авиационного удара в районе Эш-Шейх-Юсеф в сирийской провинции Идлиб.

## Хронология
3 апреля 2017 года, в день совершения теракта, Акбаржон Джалилов (названный следствием исполнителем) с рюкзаком и сумкой, в которых находились взрывные устройства, вошёл в метрополитен на станции «Академическая».
Как сообщает «Фонтанка.ру», за полторы минуты до входа на станцию Джалилов зашёл в вестибюль со стороны выхода пассажиров и через стеклянное заграждение наблюдал за сотрудниками службы контроля на метрополитене. Один находился в будке дежурного и следил за турникетами, другой вместо наблюдения за рамками металлодетекторов общался с дежурным, а третий инспектор отсутствовал по болезни (его заменили двумя стажёрами). В тот же момент на станции отсутствовал полицейский: его вызвали на соседнюю станцию «Гражданский проспект» для помощи в оформлении задержанного с мелкой партией наркотика. Позже прокуратура выяснила, что у металлодетекторов был отключен звук. Расстояние от входа в вестибюль до эскалатора Джалилов прошёл незамеченным.
За полчаса до взрыва, около 14:01 (МСК), камеры наблюдения, установленные в метро, зафиксировали Джалилова в переходе на станцию «Площадь Александра Невского-2». Он был одет в красно-оранжевый пуховик с меховым капюшоном, на голове была синяя шапка, а за спиной — рюкзак. В руках у Джалилова других вещей уже не было. Ещё раз он попал в объективы камер около 14:03 на пути от эскалаторов к станции «Площадь Александра Невского-1».
В 14:21 в крупнейшей городской группе в «ВКонтакте», посвящённой ДТП и ЧП, появилось сообщение об обнаружении на станции «Площадь Восстания» бесхозного предмета. Около 14:28 эту станцию и переход на «Маяковскую» закрыли на вход и выход. Как описали очевидцы, к сумке подошли сотрудники правоохранительных органов с аппаратом для поиска взрывчатых веществ. Автор опубликованного снимка подтвердил прессе, что сделал его около 14:01.

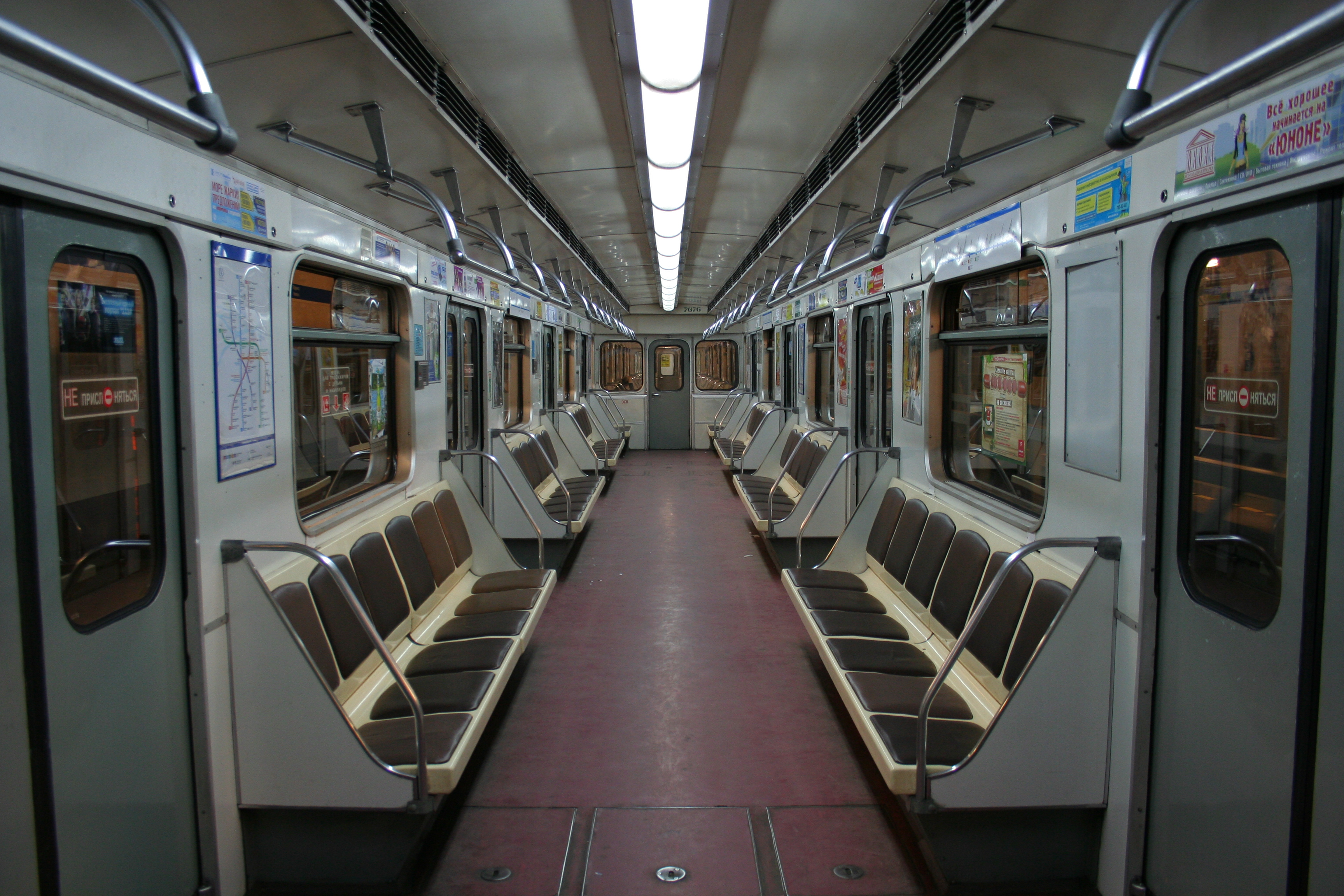
Салон вагона 81-714, аналогичный взорванному. Взрыв произошёл у второго правого выхода по ходу движения

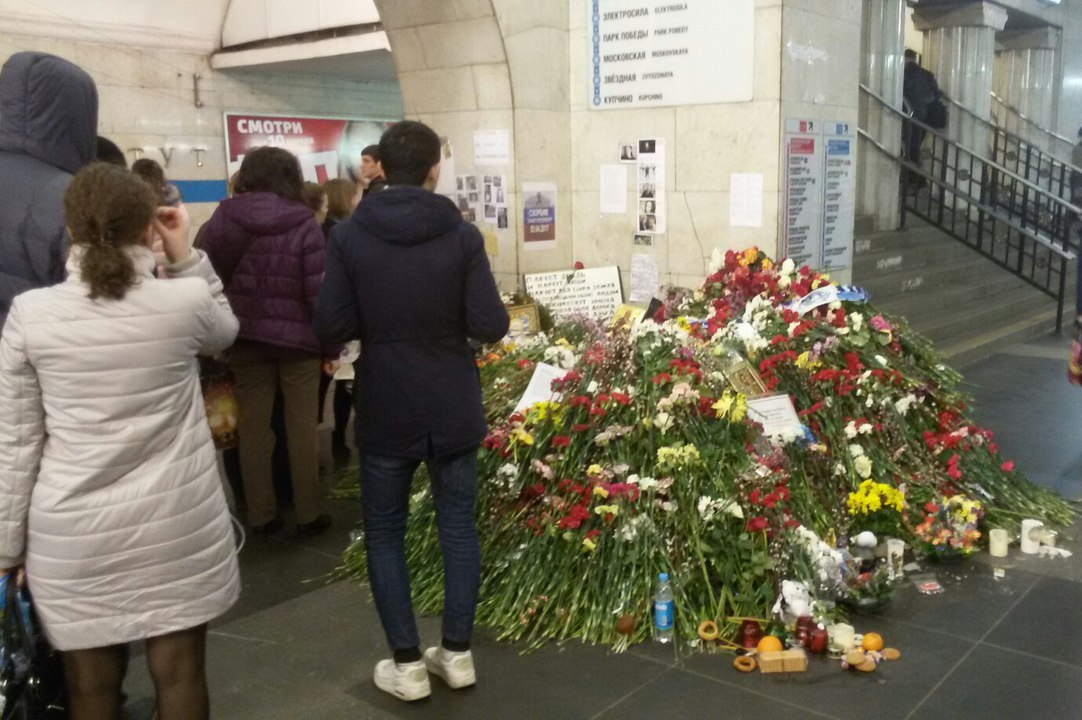
Стихийный мемориал из цветов на станции «Технологический институт» (1 зал) у арки, напротив которой остановился взорванный вагон

Около 14 часов 33 минут местного времени произошёл взрыв в вагоне поезда на перегоне между станциями метрополитена «Сенная площадь» и «Технологический институт». По словам очевидцев, взрыв произошёл, когда состав только отъехал от «Сенной площади». Данным электропоездом управлял машинист Александр Каверин, у которого в кабине в этот момент противопожарная система выдала сигнал о пожаре в 4-м вагоне. Действуя согласно инструкции, машинист убедился, что поезд следует без существенного снижения скорости, поэтому продолжил движение до следующей станции. Через секунды по внутренней связи «пассажир — машинист» начало поступать большое число сообщений, но они накладывались друг на друга, из-за чего были неразборчивы. Поезд доехал до следующей станции «Технологический институт», на которой также имелся и линейный пункт оборота машинистов. Из-за сильного повреждения ударной волной двери взорванного вагона заклинило, и они были открыты вручную силами самих пассажиров, после чего началась эвакуация. Так как в середине платформы расположен переход, который частично скрыл вторую половину электропоезда, машинист Каверин не сразу смог понять реальное положение дел; он сперва вызвал из пункта оборота машиниста-инструктора Осипова, после чего по радиосвязи диспетчеру было доложено о ложном срабатывании пожарной сигнализации в данном составе. Однако затем от людей на платформе машинист узнал о взрыве в вагоне, поэтому, повторно связавшись с диспетчером, сообщил о теракте и о том, что в поезде имеются «раненые и трупы».

В это время в вагоне было достаточно много людей: все сидели, многие стояли. Взрыв прогремел между станциями «Сенная» и «Технологический институт». Был оглушительный хлопок, потом резкий запах, дым. Мы сразу же перешли в конец вагона, образовалась давка. Двум женщинам тут же стало плохо и они упали в обморок. Всё произошло на ходу, поезд не останавливался. На «Технологическом институте» все вышли. Мы увидели, что соседний вагон раскурочен, окна разбиты, нет света, кровь. Оттуда вытаскивали людей, кого-то выносили, кого-то придерживали. Пострадавших было много, человек 10—15 точно.
— один из очевидцев
По данным агентства «Интерфакс», мощность взрывного устройства составила около 200—300 граммов в тротиловом эквиваленте.

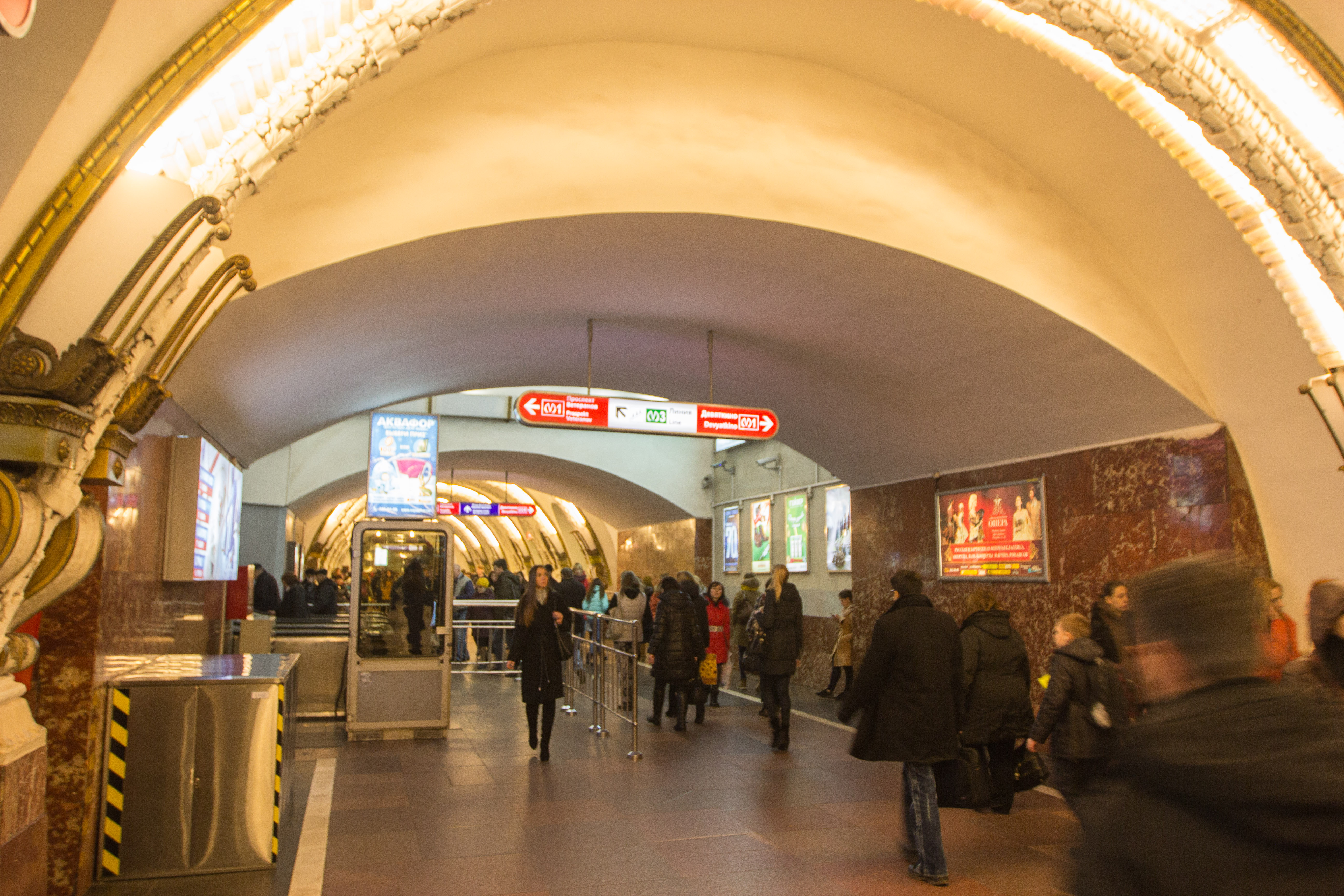
Станция «Площадь Восстания». Справа видна гранитная стена, у которой обнаружили одно из СВУ (слева — переход на станцию «Маяковская»)

Самодельное взрывное устройство, обнаруженное на «Площади Восстания», было снаряжено поражающими элементами. Его обезвредили взрывотехники. Это устройство имело дистанционное управление, и при обезвреживании была временно заглушена мобильная связь. Мощность указанного взрывного устройства составила 1 килограмм в тротиловом эквиваленте, само устройство было замаскировано под огнетушитель.
Было принято решение закрыть станции метро «Невский проспект», «Маяковская» и «Площадь Восстания». Далее были закрыты станции «Парк Победы», «Электросила», «Московские ворота», «Фрунзенская», «Технологический институт», «Сенная площадь», «Гостиный двор»; в 15:40 весь метрополитен полностью закрылся на вход. Силами ГУП «Пассажиравтотранс», АО «Третий парк» и ООО «Сити Сайтсиинг Москоу» были организованы автобусные маршруты по трассам линий метрополитена. Правительство города дало указание всему общественному транспорту осуществлять перевозку людей бесплатно. Аналогичное решение принял ряд операторов такси. Проезд по Западному скоростному диаметру вечером 3 апреля сделали бесплатным. В Петербурге после теракта возник транспортный коллапс.

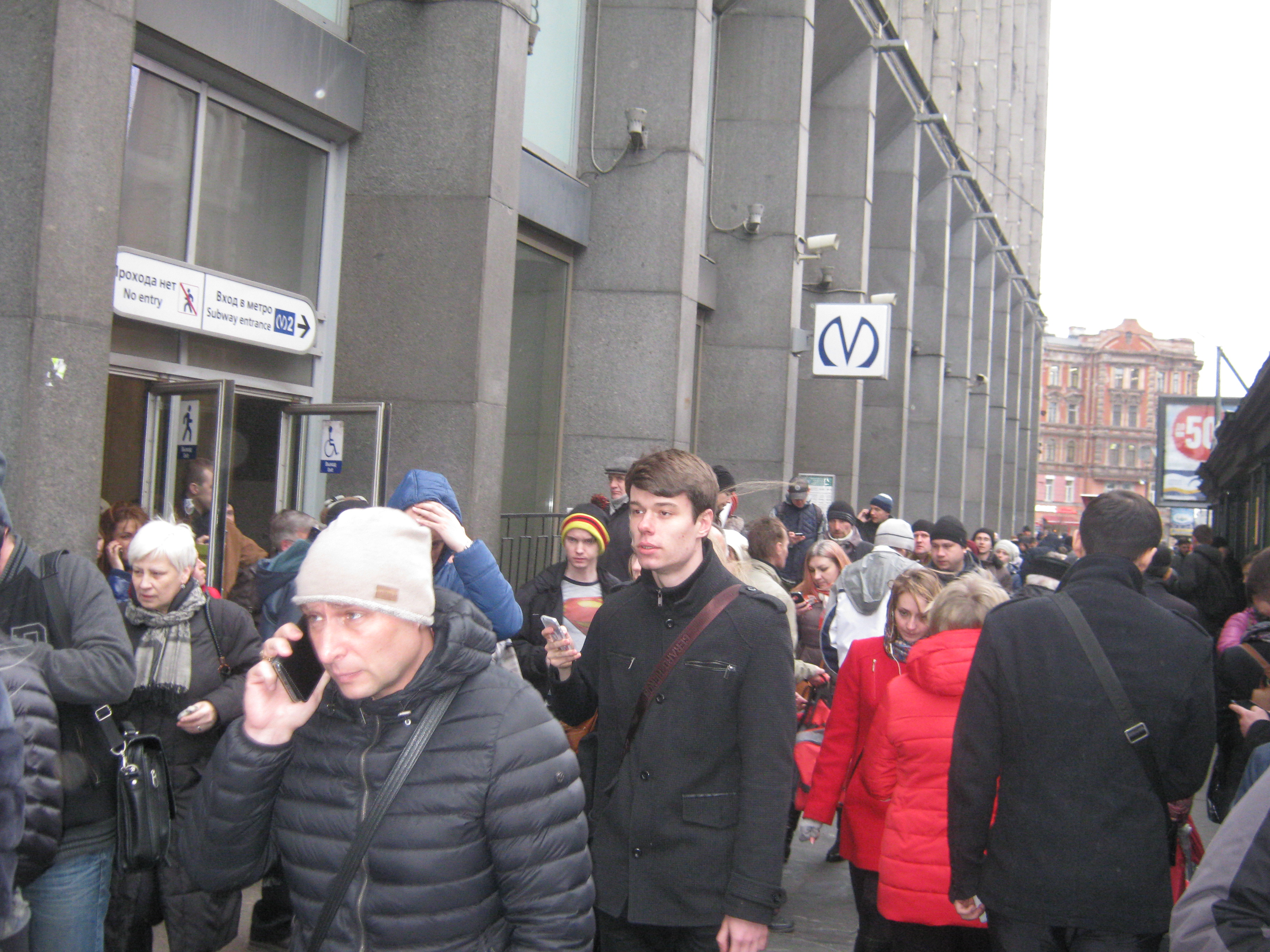
Люди около закрытой станции метро «Петроградская»
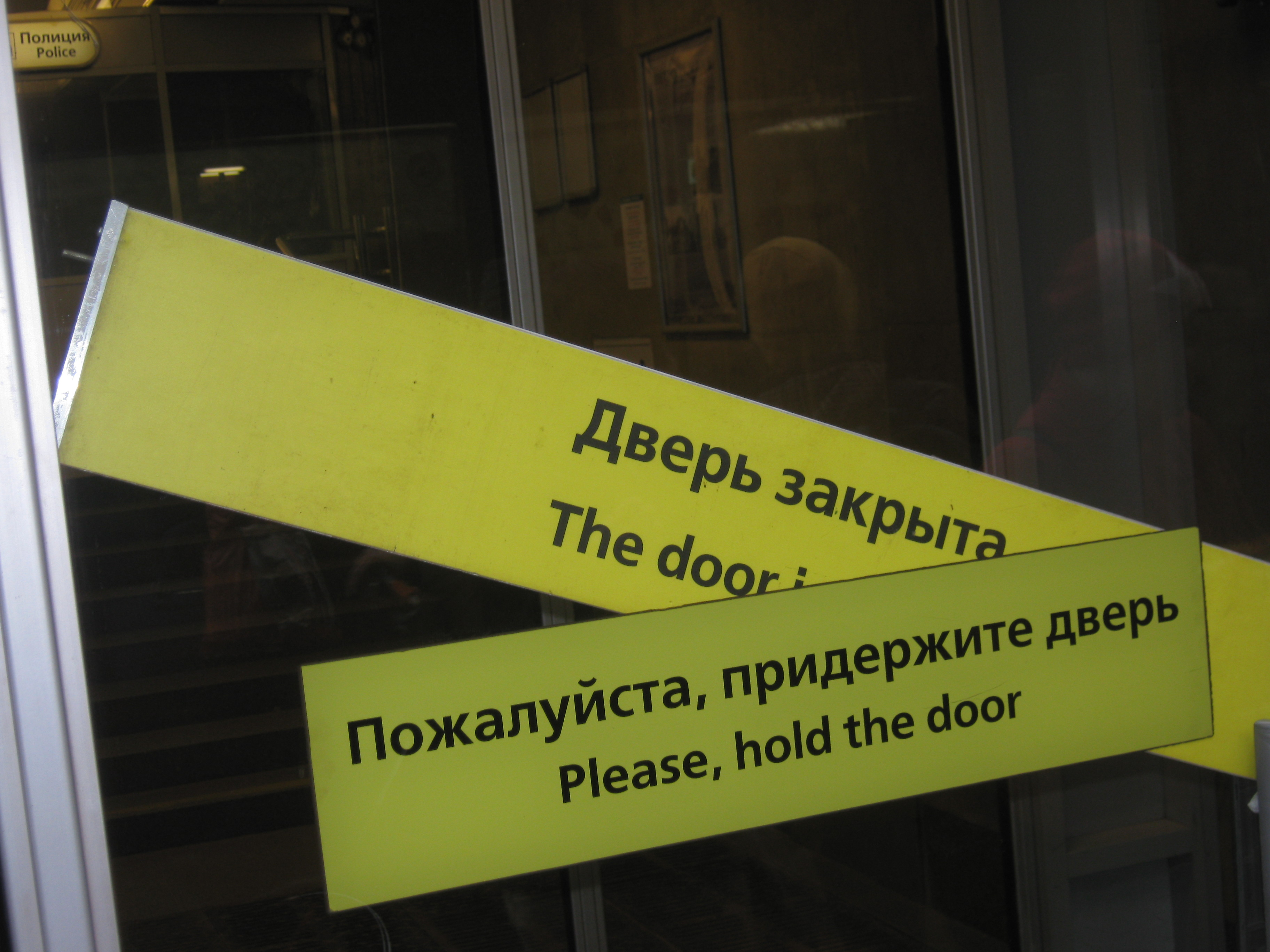
Двери вестибюля станции метро
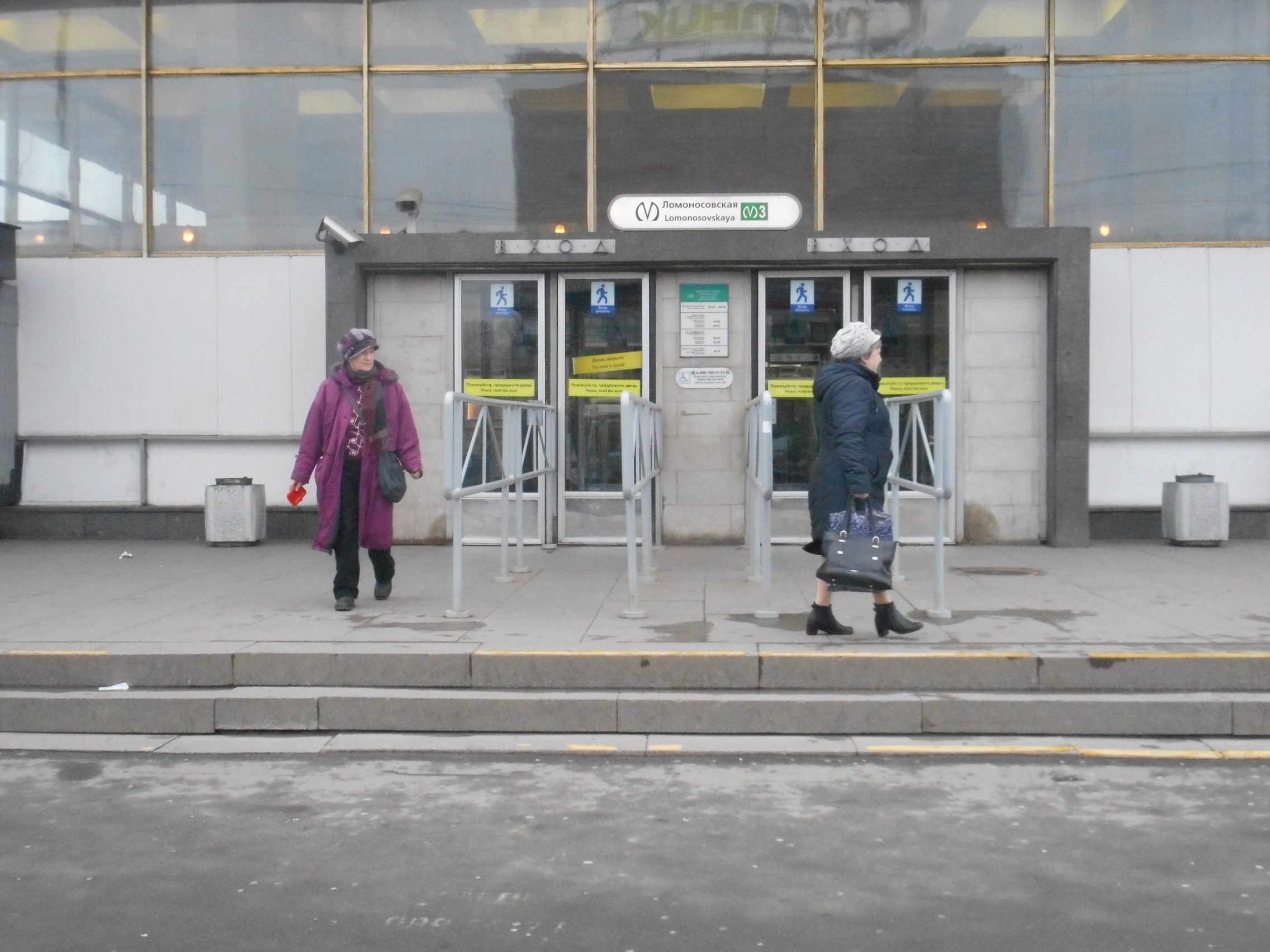
Около закрытой станции метро «Ломоносовская»

Губернатор Санкт-Петербурга Георгий Полтавченко распорядился о введении в действие оперативного плана на случай чрезвычайных происшествий. В связи с терактом меры безопасности были также усилены в московском и нижегородском метрополитенах, а также во всех российских аэропортах и на железнодорожных вокзалах. Кроме того, бдительность была усилена в минском и алма-атинском метрополитенах.
В 20:44 руководство метрополитена Санкт-Петербурга сообщило о частичном восстановлении работы метро: участки «Владимирская» — «Балтийская» и «Горьковская» — «Парк Победы» оставались закрытыми. Около 22:00 движение на Кировско-Выборгской линии восстановлено полностью. С утра 4 апреля Петербургский метрополитен начал работу в полном объёме по всем линиям и станциям, но некоторые станции временно закрывались из-за сообщений об угрозах, впоследствии не подтверждавшихся.

## Жертвы и раненые
По данным министра здравоохранения Вероники Скворцовой на утро 4 апреля, число погибших составило 14 человек: 11 (включая террориста) — скончались на месте, 1 — при транспортировке, 2 — сразу по прибытии в больницу. Список из тринадцати, без террориста, жертв взрыва был опубликован Следственным комитетом РФ 5 апреля. 12 и 21 апреля стало известно о смерти ещё двух пострадавших. Таким образом, общее количество погибших увеличилось до 16 человек.
Премьер-министр Дмитрий Медведев поручил Скворцовой организовать помощь пострадавшим. Всего за медицинской помощью обратились 89 человек. По данным МЧС России, был госпитализирован 51 раненый, операции начались уже в 15:50 3 апреля; двух раненых, несмотря на проведённое лечение, спасти не удалось. На 3 мая, через месяц после теракта, в стационарах города оставались 12 человек, о выписке последних пострадавших было сообщено 3 августа.
Хотя ГУП «Петербургский метрополитен» обещало возместить ущерб пострадавшим во время взрыва, поначалу оно отказывалось от компенсаций, предлагая пострадавшим требовать их от организаторов теракта, поскольку «теракт — обстоятельство непреодолимой силы, а потому не является ответственностью объекта».

## Расследование

### Версии
Следственный комитет Российской Федерации (СК России) возбудил уголовное дело по статье 205 УК РФ (террористический акт). Дело принято к производству Главным управлением по расследованию особо важных дел СКР. Оперативное сопровождение расследования осуществляет ФСБ России. Изначально, по словам Президента России, рассматривались бытовая и криминальная версии взрывов, наряду с версией теракта. Но уже к 16:30 3 апреля Генпрокуратура РФ официально назвала взрыв в метро террористическим актом.
В СМИ была оглашена информация, что видеокамеры наблюдения в метро Санкт-Петербурга якобы засняли предполагаемого террориста. Позже человек, названный подозреваемым, капитан ВДВ в отставке Андрей (Ильяс) Никитин, явился в полицию и заявил о своей невиновности. После проверки его отпустили.

### Подозреваемые
Предварительные данные указывали на то, что взрыв осуществил террорист-смертник, фрагментированные останки которого были обнаружены в вагоне. 4 апреля СК России подтвердил, что смертником был Акбаржон Джалилов, родившийся 1 апреля 1995 года в киргизском городе Ош и получивший российское гражданство в 2011 году. По данным СКР, его генетические следы также обнаружены на сумке со взрывчаткой на «Площади Восстания». «Газета.ру» со ссылкой на источник в правоохранительных органах пишет, что Джалилов, хотя и родился в Кыргызстане, возможно, является этническим узбеком (город Ош — место компактного проживания узбеков). С 2011 года работал в Санкт-Петербурге в автомастерской, также есть сообщения, что он работал поваром. Интересовался исламом и имел религиозных знакомых. Источник «Газеты.ру» сообщает, что Джалилов был приверженцем идей одной из экстремистских организаций. Друг Джалилова охарактеризовал его по работе как замкнутого человека и рассказал журналистам РЕН ТВ, что Джалилов хотел участвовать в отрезании руки вору, похищавшему деньги у коллег.
Турецкие СМИ сообщили, что Джалилов был депортирован из Турции в декабре 2016 года из-за нарушений сроков пребывания, пробыв в стране около года. ФСБ предполагает, что он проходил обучение в лагерях боевиков ИГ в Сирии.
По сообщению «Коммерсанта», спецслужбы знали о подготовке теракта в Санкт-Петербурге от задержанного после возвращения из Сирии россиянина, сотрудничавшего с «Исламским государством». Были известны телефонные номера сообщников — и после теракта они были заблокированы. 26 июня ФСБ объявила, что террорист-смертник, его пособники и кураторы использовали мессенджер Telegram на всех стадиях организации и подготовки террористического акта.
5 апреля в Петербурге задержали восьмерых предполагаемых пособников террористов. По версии следствия, подозреваемые с ноября 2015 года вербовали на территории города выходцев из республик Средней Азии для участия в террористических организациях «Джебхат ан-Нусра» и «Исламское государство». Сообщается, что сеть вербовщиков в ИГ была известна, но её разоблачение планировалось через несколько дней.
В квартире на Гражданском проспекте, которую снимал Джалилов, был проведён обыск, во время которого найдены компоненты для изготовления бомбы.
6 апреля в Санкт-Петербурге задержали ещё шестерых человек, а в Москве двоих. Их имена: Сейфулла Хакимов, Ибрагибжон Ерматов, Дилмурод Муидинов, Бахрам Ергашев, Азамжон Махмудов, Махамадюсуф Мирзаалимов, Шохиста Каримова и Содик Ортиков. Все — выходцы из Средней Азии. На них вышли, изучая телефонные звонки Акбаржона Джалилова и его переписку в электронной почте. Следователи назвали их причастными к теракту. Приехав из Таджикистана, Кыргызстана и Узбекистана, они работали в суши-баре и, в частности, в кафе «Лесное», где готовил еду сам Джалилов.
У предполагаемых сообщников Джалилова нашли огнестрельное оружие, боеприпасы и взрывное устройство, аналогичное обнаруженному на «Площади Восстания». Во время спецоперации по задержанию подозреваемых в съёмной квартире на Товарищеском проспекте в Петербурге бомбу пришлось обезвреживать на месте. Для этого полиция и спецслужбы эвакуировали жителей многоквартирного дома.
В суде выяснилось, что незадолго до подрыва Акбаржон Джалилов позвонил неустановленному лицу, а тот человек, в свою очередь, связался с Содиком Ортиковым.
7 апреля следствие обнародовало версию, что бомбы в петербургском метро должны были взорвать два человека. Предполагается, что Джалилов должен был занести в метро две бомбы, приводящихся в действие нажатием кнопок. Одна предназначалась ему самому, а другая — сообщнику, с которым они собирались устроить двойной теракт. Однако второй потенциальный смертник по какой-то причине на встречу не пришёл. Тогда Джалилов, избавившись от лишней бомбы на «Площади Восстания», сел в поезд с одной бомбой в рюкзаке и совершил самоподрыв. Поскольку в квартире задержанных нашли третью бомбу, следствие предполагает, что её также планировалось взорвать в городе, в местах массового скопления людей.
Невский районный суд Санкт-Петербурга арестовал на два месяца шестерых подозреваемых по делу о взрыве. В знакомстве с Акбаржоном Джалиловым признался единственный из арестованных — Ибрагибжон Ерматов.
Прокуратура также направила в СК РФ материалы для решения вопроса о возбуждении уголовного дела по статье «Халатность»: надзорный орган установил, что звук у металлодетекторов был отключён на всех станциях метрополитена.
17 апреля ФСБ России задержала в Одинцовском районе Московской области одного из предполагаемых организаторов теракта — 27-летнего уроженца Центральной Азии Аброра Азимова. Спецслужбы считают, что он проводил подготовку террориста-смертника. На следующий день стало известно, что Аброр Азимов признал свою вину в полном объёме, а затем отказался от своих показаний.
20 апреля глава ФСБ России Александр Бортников заявил, что заказчик теракта установлен, не назвав его имени. В этот же день Басманный суд Москвы арестовал Акрама Азимова — брата Аброра Азимова. По мнению следствия, он получил деньги на подготовку теракта в Турции от активного участника международной террористической организации и потом перевёл их исполнителю теракта в Санкт-Петербурге.
27 апреля стало известно, что Госкомитет национальной безопасности (ГКНБ) Киргизии проверяет на причастность к теракту в метро Петербурга Сирожиддина Мухтарова (он же Абу Салах аль-Узбеки).
11 мая ФСБ России задержала 11-го подозреваемого по делу о теракте гражданина Кыргызстана Мухамадюсупа Эрматова. Эрматов подозревается в терроризме и незаконном обороте оружия. 12 мая он был арестован Басманным судом Москвы.

#### Заявления о похищениях и пытках спецслужбами
По словам Акрама Азимова, 15 апреля 2017 года сотрудники службы безопасности Кыргызстана вывезли его из реанимационного отделения больницы в городе Ош, где он находился после тяжелой операции. Сотрудники киргизской больницы подтвердили данную информацию. В России его привезли в некий подвал, пытали током и удушением, угрожали изнасилованием. Следствие не объясняет, где находился Акрам Азимов с 15 по 19 апреля и когда вернулся в Россию. Видео задержания Акрама Азимова на автобусной остановке в Новой Москве 19 апреля 2017 года, по словам задержанного, является постановочным.
Подозреваемые Аброр Азимов, Акрам Азимов, Мухаммадюсуп Эрматов заявили о содержании в «секретной тюрьме ФСБ» весной 2017 года. Акрам и Аброр Азимовы заявляли об этом адвокатам в 2017 году. По заявлениям о преступлении была проведена проверка и вынесен отказ в возбуждении уголовного дела. Мухамадюсуп Эрматов рассказал о пытках в секретной тюрьме членам ОНК Санкт-Петербурга в 2019 году. Было подано заявление о преступлении и проведена проверка, результат которой следователь СК в своем ответе членам ОНК не сообщил.

#### Заявления об Акбаржоне Джалилове
4 апреля 2017 года «Росбалт» сообщил, что якобы дозвонился до человека по имени Акбар Джалилов. По словам корреспондента издания, тот сообщил, что «произошла ошибка», и отверг свою причастность к взрыву. Как рассказал Радио Свобода журналист «Росбалта», Джалилов ответил ему по номеру мобильного телефона, указанному на его страничке «ВКонтакте», и подтвердил свою личность.
Руководитель следственно-оперативной группы ФСБ по делу о теракте Максим Иванов не смог ответить на вопрос, жив ли в настоящий момент уроженец Кыргызстана Акбаржон Джалилов, устроивший теракт в метро Петербурга. Допрос сотрудника ФСБ РФ проходил в засекреченном режиме во время рассмотрения уголовного дела в суде.
Адвокат Виктор Дроздов, представляющий интересы одной из обвиняемых, указал на отсутствие доказательств причастности Акбаржона Джалилова к взрыву. Дроздов утверждает, что экспертиза на анализ ДНК-профиля человека, ставшего основанием для утверждения о причастности Джалилова, «была произведена на основании образцов крови неизвестного человека, полученных сотрудником Следственного комитета от неустановленного лица, в неустановленное время». Также защитник сообщает, что «останки Джалилова к материалам уголовного дела никогда не приобщались». Виктор Дроздов подал заявление в полицию о пропаже Акбаржона Джалилова.

### Итоги
В годовщину теракта 3 апреля 2018 года Следственный комитет заявил, что выявил всех причастных к нему: от заказчиков и организаторов до исполнителей. Всего удалось арестовать 11 человек, принадлежавших к радикальному исламистскому сообществу.
Со слов следователей, все подозреваемые не были знакомы между собой и поддерживали связь с помощью «современных средств коммуникации». Выявить участников преступной группы удалось с помощью «тщательного анализа электронных следов».
23 августа 2018 года Следствие попросило заочно арестовать уроженца Киргизии Сирожиддина Мухтарова — предполагаемого на тот момент главного заказчика теракта.

### Приговор
10 декабря 2019 года 2-й Западный окружной военный суд на выездном заседании в здании 1-го Западного окружного военного суда вынес обвинительный приговор по делу о теракте. Аброр Азимов признан виновным в организации и финансировании теракта, приговорён к пожизненному лишению свободы, 10 его сообщников приговорены к лишению свободы на сроки от 19 до 28 лет (Акрам Азимов и Мухамадюсуп Эрматов получили по 28 лет колонии строгого режима, Ибрагимжон Эрматов — 27 лет колонии строгого режима, Содик Ортиков — 22 года колонии строгого режима, Дилмурод Муидинов, Азамжон Махмудов, Махамадюсуф Мирзаалимов — 20 лет колонии строгого режима, Сайфилла Хакимов и Бахром Эргашев — 19 лет колонии строгого режима). Единственная обвиняемая женщина, Шохиста Каримова, была приговорена к 20 годам в колонии общего режима. 6 августа 2021 года апелляционный военный суд снизил сроки заключения всем фигурантам кроме Аброра Азимова на 1—2 месяца. 16 декабря 2022 года Верховный суд оставил приговор апелляционного суда без изменений.
25 июля 2019 года следствием было установлено местонахождение главного заказчика и идейного вдохновителя террористов Сирожиддина Мухтарова. На заседании суда по делу о теракте прокурор Надежда Тихонова заявила, что он находится в сирийском городе Идлиб.
10 сентября 2022 года Минобороны РФ сообщило о ликвидации джихадиста Сирожиддина Мухтарова.

## Реакция на случившееся

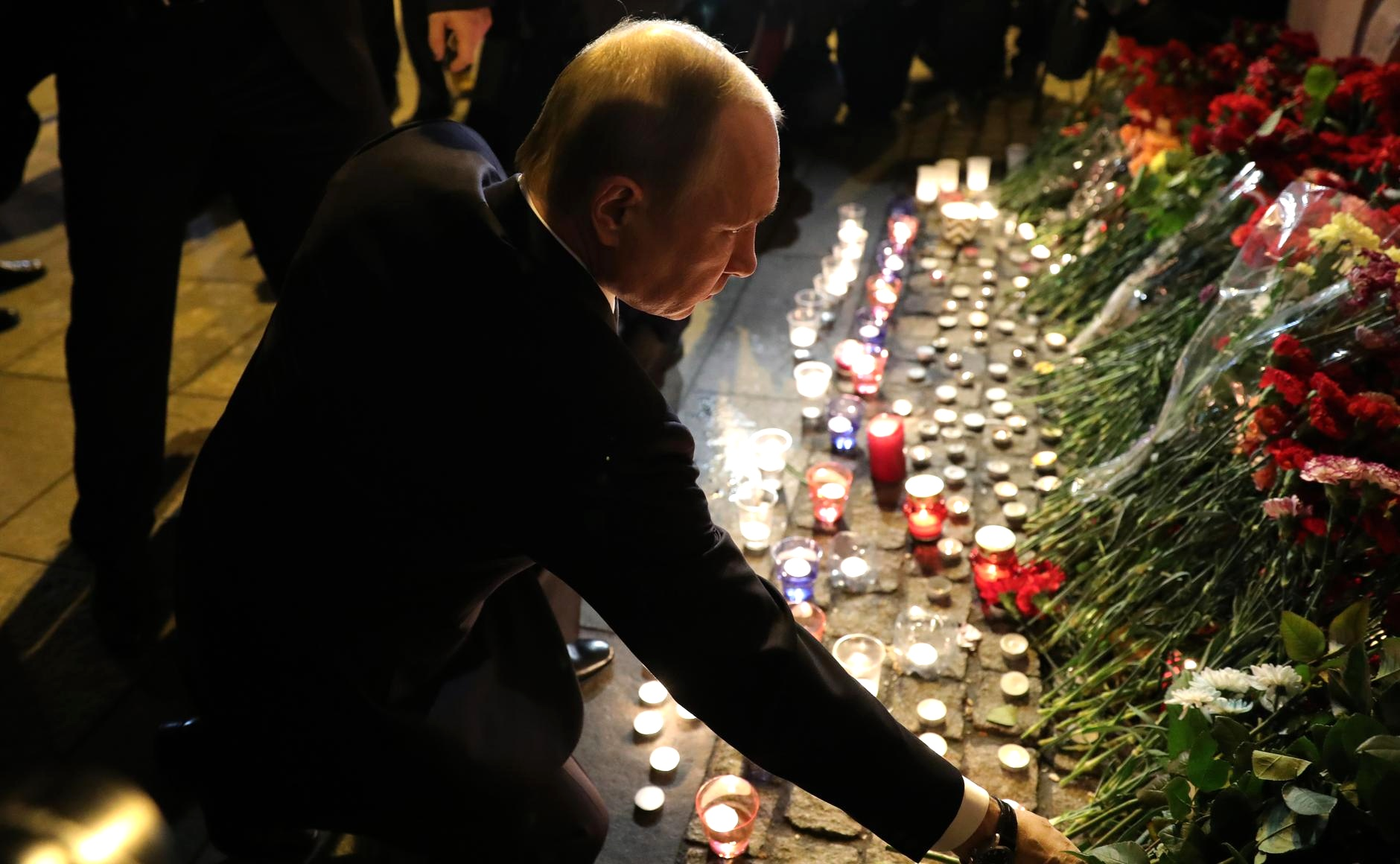
Президент России Владимир Путин у стихийного мемориала около станции метро «Технологический институт» возлагает цветы 3 апреля 2017 года

Соболезнования семьям погибших и пострадавшим при взрыве выразили президент России Владимир Путин, президенты Азербайджана, Белоруссии, Боливии, Германии, Грузии, Италии, Казахстана, Литвы, Молдавии, США, Турции, Узбекистана, Франции, король Саудовской Аравии, генеральный секретарь ООН Антониу Гутерреш, премьер-министр Израиля Биньямин Нетаньяху и лидеры парламентской оппозиции, канцлер Германии Ангела Меркель, премьер-министры Грузии, Индии, Эстонии, Японии, генеральный секретарь Совета Европы Турбьёрн Ягланд, председатель ПАСЕ Педро Аграмунт, министры иностранных дел Бельгии, Великобритании, Германии, Литвы, Украины, Франции, генеральный секретарь НАТО Йенс Столтенберг, председатель Европейского совета Дональд Туск, верховный представитель ЕС по иностранным делам Федерика Могерини, председатель Европейской комиссии Жан-Клод Юнкер, глава представительства ЕС в России Вигаудас Ушацкас, Международный комитет Красного Креста, министерства иностранных дел Армении, Греции, Латвии, Сирии, мэр Еревана, руководство Киевского метрополитена, губернатор Санкт-Петербурга.

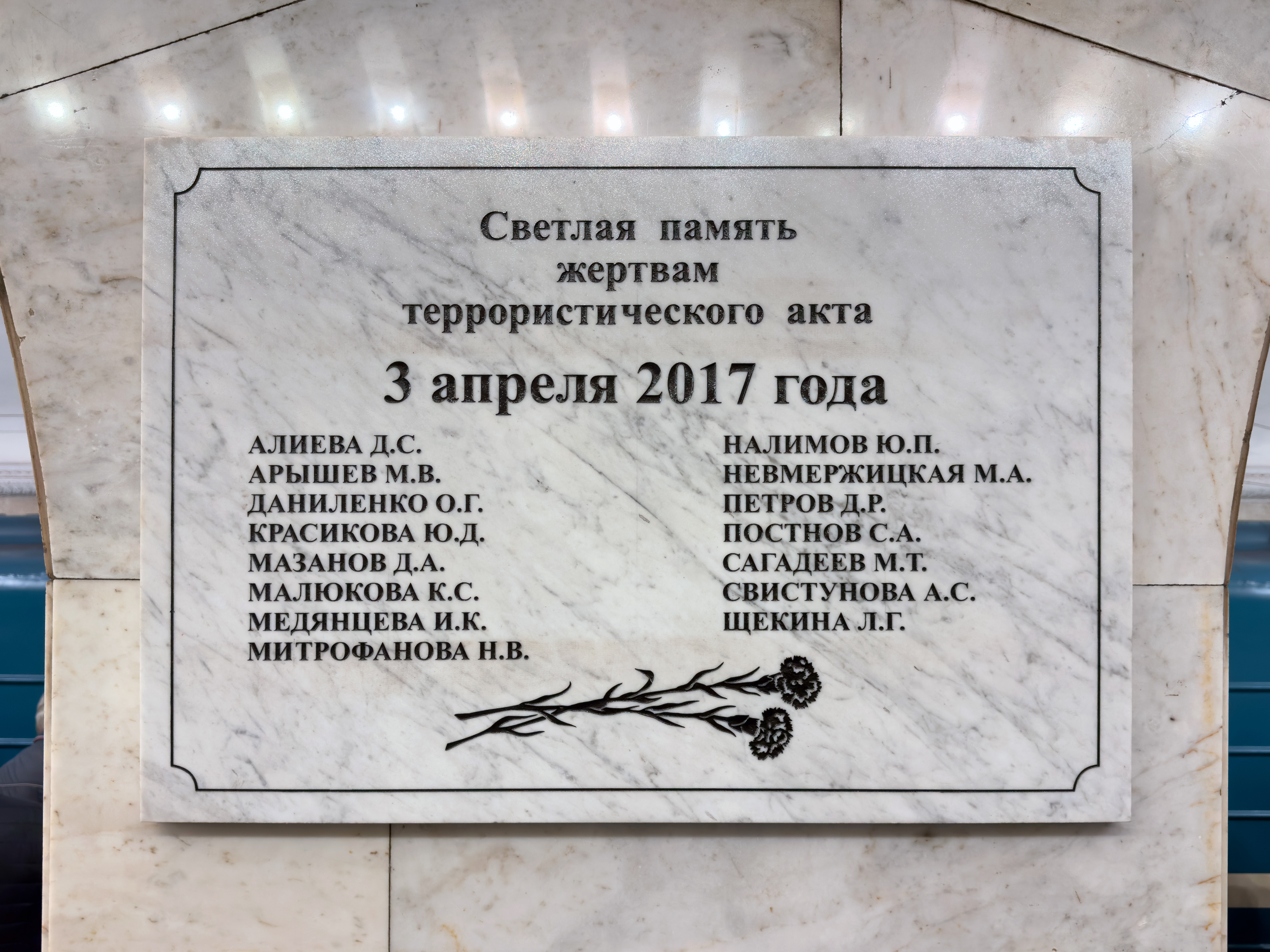
Мемориальная доска с именами погибших. Расположена в первом зале станции «Технологический институт» слева от перехода во второй зал. Была установлена на третью годовщину теракта 3 апреля 2020 года

Также соболезнования передала премьер-министр Норвегии Эрна Сульберг в письме Дмитрию Медведеву.
Общественный транспорт Санкт-Петербурга во время закрытия метрополитена работал бесплатно.
Поздно вечером 3 апреля президент России Владимир Путин, проводивший в этот день переговоры с Александром Лукашенко в Санкт-Петербурге, посетил место взрыва и возложил цветы к входу станции «Технологический институт». С 4 апреля в Санкт-Петербурге был объявлен трёхдневный траур.
В знак солидарности генконсулы 22 стран возложили цветы к стихийно создавшемуся мемориалу у станции метро «Технологический институт».
По сообщению британской газеты The Independent, сторонники Исламского государства в Интернете приветствовали взрывы (они произошли после волны пропаганды ИГ с призывами наносить удары по Москве), хотя само ИГ на данный момент не взяло на себя ответственность.
На следующий день после теракта заместитель председателя комитета Госдумы по обороне Юрий Швыткин высказал мнение, что «если кто-то какие-то [политические] митинги планирует, особенно сейчас, нужно воздержаться от их проведения», отметив, однако, что «запретные функции тут вводить не надо».
В соцсетях после теракта разошёлся хештег «#PrayForStPetersburg».
6 апреля 2017 года в ряде российских городов состоялись митинги против террора. В Москве траурная акция прошла на Манежной площади, организатором выступила Московская Федерация профсоюзов, принять участие в этом мероприятии призывали депутаты от «Единой России». Несколько митингов прошли 8 апреля, их проведение, по данным газеты «Коммерсант», было рекомендовано администрацией президента РФ.
25 апреля 2017 года появилась информация о том, что ответственность за теракт взяла на себя ранее неизвестная группировка, якобы связанная с «Аль-Каидой».
По итогам 2017 года аналитики «Яндекса» назвали теракт самым резонансным событием в стране.
Петербургский метрополитен отказывался выплачивать компенсации пострадавшим от теракта, обосновывая решение тем, что «теракт — обстоятельство непреодолимой силы», а потому не является ответственностью объекта, предлагая горожанам требовать компенсации от террористов.
3 апреля 2020 года, в 3-ю годовщину со дня теракта, на станции «Технологический институт» была установлена мемориальная доска с именами погибших.

## Последствия теракта
После теракта станции петербургского метрополитена стали закрываться чаще из-за обнаруженных бесхозных вещей. По подсчётам «Фонтанки», только в течение 2017 года это происходило 640 раз, а всего обнаружено было около 7 тысяч предметов. Дополнительному досмотру подверглись 27 млн пассажиров. На некоторых станциях проводились эксперименты по тотальному досмотру, но эти мероприятия приводили к коллапсу и от них было решено отказаться.

## Удостоенные наград
К награждению знаком «Почётный работник транспорта России» представлено трое сотрудников Петербургского метрополитена:
- машинист Александр Каверин — вывел состав со взорванным вагоном из тоннеля на станцию, благодаря чему удалось избежать большего количества жертв и оказать людям своевременную медицинскую помощь[164], поскольку, в противном случае, эвакуация из тоннеля была бы затруднительной[165].
- дежурная по станции «Технологический институт» Нина Шмелёва — в числе первых пришла на помощь пассажирам и грамотно организовала эвакуацию;
- инспектор по станции «Площадь Восстания» Альберт Сибирских — обнаружил взрывное устройство на станции «Площадь Восстания» и дал своевременный сигнал к закрытию станции для пассажиров.

Пресс-секретарь петербургского метрополитена Юлия Шавель отметила, что машинист поезда не растерялся в сложной ситуации, действовал согласно инструкции и доставил состав к платформе, что позволило избежать большего количества жертв. Александр Каверин свою денежную награду передал одной из пострадавших во время теракта.

## Конспирологические теории
Первым сообщившим о появлении конспирологических теорий в связи с терактом в Петербургском метрополитене стал Гленн Гринвальд.
Западными журналистами было высказано предположение, что цель теракта — отвлечь население от протестов, организованных Алексеем Навальным, а также оправдание ограничений к протестовавшим. 
По мнению аналитика CNN Пола Крикшэнка, теракт — месть джихадистов за бомбардировки Сирии.
Конспирологические теории были раскритикованы журналистом Ринком Стерлингом и медиакритиком Лайонелом.